# Paradisio (álbum de Paradisio)
Paradisio es el primer y único álbum de estudio de Paradisio, publicado en 1997. La promoción del álbum comenzó en 1996 con la publicación del exitoso sencillo Bailando. El álbum alcanzó el puesto 18 en Finlandia y el puesto 54 en Suecia. Se Publicaron cinco sencillos de este álbum y todos cuentan con su propio vídeo musical. En 1998 se lanzó en Rusia y Japón con una portada diferente. En 1999 termina la promoción del álbum por la salida de la vocalista Marisa debido a problemas con la compañía discográfica que se declaraba en bancarrota. En 2010 fue puesto en venta en iTunes con la misma portada que se usó para el álbum en Rusia y Japón y, fue renombrado como Tarpeia.

## Sencillos
Bailando fue el primer sencillo lanzado en 1996 en Bélgica donde fue un éxito instantáneo y, ya para 1997 se había convertido en el éxito del verano en muchos países de Europa. Alcanzó el número 1 en 5 países, entre ellos Dinamarca, Noruega, Suecia, Finlandia e Italia. También fue top ten en España, Francia y Bélgica. Fue certificado en Noruega y Suecia doble y triple platino, respectivamente, por sus altas ventas y en Francia vendió alrededor de 400.000 copias. Se lanzó un vídeo musical en 1996 para Europa y, en 1998 se lanzó una nueva versión del vídeo para Estados Unidos.
Bandolero fue el segundo sencillo lanzado a finales de 1996 solo en Bélgica donde fue top 25; el sencillo no fue tan exitoso como el primero, pero mantuvo la popularidad del grupo en Bélgica. En 1998 fue relanzado en el resto de Europa como cuarto sencillo y tuvo buena aceptación en países como Italia y Francia. La canción cuenta con un vídeo musical.
Vamos a la discoteca fue lanzado como tercer sencillo a mediados de 1997 en toda Europa. El sencillo es el segundo más exitoso de la agrupación siendo top 10 en cuatro países, entre ellos Noruega, Suecia, Finlandia e Italia. También fue top 20 en Bélgica y Francia. Como dato curioso la canción ya había sido lanzada en 1994 por Paradisio con otro nombre, Un Clima Ideal; también tenía otra melodía. La versión de 1997, llamada Vamos a la discoteca, cuenta con un vídeo musical.
Dime cómo fue lanzado a finales de 1997 en toda Europa. El tema es una mezcla de dance con ritmos latinos. El sencillo falló en los charts europeos, pues solo entró a la posición 36 de Suecia. El vídeo musical fue grabado en un pueblo al estilo de los vaqueros e incluye pasos de flamenco.
Paseo fue el quinto y último sencillo lanzado a mediados de 1998 en toda Europa. El sencillo, al igual que Dime cómo, falló en los charts europeos, pues solo entró a la posición 51 de Suecia. La canción cuenta con un vídeo musical.

## Lista de canciones
| N.º | Título                                       | Duración |  |
| 1.  | «Bailando»                                   | 3:50     |  |
| 2.  | «Planeta de amor»                            | 5:55     |  |
| 3.  | «Dime cómo»                                  | 4:10     |  |
| 4.  | «Bandolero»                                  | 3:56     |  |
| 5.  | «Sentimental»                                | 4:44     |  |
| 6.  | «Never Again»                                | 4:13     |  |
| 7.  | «Get Up Baby»                                | 4:13     |  |
| 8.  | «Vamos a la discoteca»                       | 3:55     |  |
| 9.  | «Paseo»                                      | 3:26     |  |
| 10. | «No, no, no llores, no»                      | 4:01     |  |
| 11. | «Bailando (2 Fabiola Ibiza Remix)»           | 5:02     |  |
| 12. | «Vamos a la discoteca (Holiday Party Remix)» | 6:03     |  |
| 13. | «Bandolero (U.S. Power Club Remix)»          | 7:45     |  |
| 14. | «Bailando (Discoteca Remix)»                 | 6:52     |  |

## Posiciones
| Año  | Título               | Posiciones en los Charts de los sencillos de "Paradisio" | Posiciones en los Charts de los sencillos de "Paradisio" | Posiciones en los Charts de los sencillos de "Paradisio" | Posiciones en los Charts de los sencillos de "Paradisio" | Posiciones en los Charts de los sencillos de "Paradisio" | Posiciones en los Charts de los sencillos de "Paradisio" | Posiciones en los Charts de los sencillos de "Paradisio" | Posiciones en los Charts de los sencillos de "Paradisio" | Posiciones en los Charts de los sencillos de "Paradisio" | Posiciones en los Charts de los sencillos de "Paradisio" | Certificaciones (Certificación) | Album       |
| Año  | Título               | Bélgica (Ultratop 50 Flandre) ·                          | Bélgica (Ultratop 40 Wallonie) ·                         | Dinamarca (Tracklisten)                                  | España                                                   | Francia (SNEP)                                           | Finlandia (Suomen virallinen lista) ·                    | Países Bajos (Mega Top 100) ·                            | Italia (FIMI) ·                                          | Noruega (VG-lista) ·                                     | Suecia ·                                                 | Certificaciones (Certificación) | Album       |
| ---- | -------------------- | -------------------------------------------------------- | -------------------------------------------------------- | -------------------------------------------------------- | -------------------------------------------------------- | -------------------------------------------------------- | -------------------------------------------------------- | -------------------------------------------------------- | -------------------------------------------------------- | -------------------------------------------------------- | -------------------------------------------------------- | ------------------------------- | ----------- |
| 1996 | Bailando             | 2                                                        | 8                                                        | 1                                                        | 9                                                        | 4                                                        | 1                                                        | 25                                                       | 1                                                        | 1                                                        | 1                                                        | - Noruega: - Suecia:            | "Paradisio" |
| 1996 | Bandolero            | 19                                                       | 21                                                       | —                                                        | —                                                        | 92                                                       | —                                                        | —                                                        | 11                                                       | —                                                        | —                                                        |                                 | "Paradisio" |
| 1997 | Vamos a la discoteca | 20                                                       | 18                                                       | —                                                        | —                                                        | 18                                                       | 3                                                        | —                                                        | 9                                                        | 6                                                        | 3                                                        |                                 | "Paradisio" |
| 1997 | Dime cómo            | —                                                        | —                                                        | —                                                        | —                                                        | —                                                        | —                                                        | —                                                        | —                                                        | —                                                        | 36                                                       |                                 | "Paradisio" |
| 1998 | Paseo                | —                                                        | —                                                        | —                                                        | —                                                        | —                                                        | —                                                        | —                                                        | —                                                        | —                                                        | 51                                                       |                                 | "Paradisio" |

### Posicionamiento del álbum
| Listas (1997) | Mejor posición |
| ------------- | -------------- |
| Finlandia     | 18             |
| Suecia        | 54             |